# Rovirosa, Macuspana
Rovirosa är en ort i Mexiko.   Den ligger i kommunen Macuspana och delstaten Tabasco, i den sydöstra delen av landet, 700 km öster om huvudstaden Mexico City. Rovirosa ligger 10 meter över havet och antalet invånare är 181.
Terrängen runt Rovirosa är mycket platt. Runt Rovirosa är det ganska tätbefolkat, med 65 invånare per kvadratkilometer. Trakten runt Rovirosa består till största delen av jordbruksmark.